# ناسا باثفايندر
ناسا باثفايندر (بالإنجليزية: NASA Pathfinder)‏ هي طائرة دون طيار بست محركات أنتجت في الولايات المتحدة. من صناعة AeroVironment. صنع منها 1 طائرة.

## المواصفات
طائرتا الباثفايندر والباثفايندر بلس هما إحدى منتجات وكالة ناسا، والطائراتين الأولين وضعتا كجزءا من سلسلة تطورية من الطائرات بدون طيار وتعملا بالطاقة الشمسية ونظام خلايا الوقود. قامت مؤسسة آيروفيرونمنت (بالإنجليزية: AeroVironment)‏ بتطوير المركبات تحت تحت إشراف معامل البحوث البيئية التابع لناسا وبرنامج تكنولوجيا الاستشعار عن بعد). 
لقد تم بناء الطائرة لتطوير تكنولوجيات الطيران على ارتفاعات كبيرة ولمدد طويلة لتكون بمثابة "الأقمار الصناعية في الغلاف الجوي"، وبذلك ستقوم بأداء مهام أبحاث الغلاف الجوي وكذلك بمثابة منصات الاتصالات. [1] وقد تم التطوير بشكل أكبر في مشروعين، طائرات ناسا سنتوريون، وطائرات ناسا هيليوس.